# هلنا برودین
هلنا برودین (انگلیسی: Helena Brodin؛ زادهٔ ۱۱ ژوئن ۱۹۳۶) هنرپیشه اهل سوئد است. او در بین سال‌های ۱۹۶۰ تا ۲۰۰۰ در بیش از ۴۰ فیلم و تلویزیون ظاهر شد.